# Distrito electoral 26 (condado de Monroe, Illinois)
El distrito electoral de 26 (en inglés: Precinct 26) es un distrito electoral ubicado en el condado de Monroe en el estado estadounidense de Illinois. En el Censo de 2010 tenía una población de 1623 habitantes y una densidad poblacional de 398,88 personas por km².

## Geografía
El distrito electoral de 26 se encuentra ubicado en las coordenadas 38°21′47″N 90°7′23″O / 38.36306, -90.12306. Según la Oficina del Censo de los Estados Unidos, el distrito electoral de 26 tiene una superficie total de 4.07 km², de la cual 4 km² corresponden a tierra firme y (1.65%) 0.07 km² es agua.

## Demografía
Según el censo de 2010, había 1623 personas residiendo en el distrito electoral de 26. La densidad de población era de 398,88 hab./km². De los 1623 habitantes, el distrito electoral de 26 estaba compuesto por el 98.52% blancos, el 0.18% eran afroamericanos, el 0.55% eran amerindios, el 0.18% eran asiáticos, el 0% eran isleños del Pacífico, el 0.06% eran de otras razas y el 0.49% pertenecían a dos o más razas. Del total de la población el 0.62% eran hispanos o latinos de cualquier raza.